# Colletes malleatus
Colletes malleatus är en biart som beskrevs av Cockerell 1933. Colletes malleatus ingår i släktet sidenbin, och familjen korttungebin. Inga underarter finns listade i Catalogue of Life.